# 捜査本部
捜査本部（そうさほんぶ）とは、日本の警察において重大事件などが発生した時に、捜査のために警察本部または発生地を所轄する警察署に臨時で設置される組織のこと。

## 概要
捜査本部は、事件の規模によって、殺人などのうち、特に社会的反響の大きい重要事件を扱う「特別捜査本部」（略して「特捜本部」）、警察本部と所轄警察署が共同で設置する「部長指揮の捜査本部」、所轄警察署のみで組織される「署長指揮の捜査本部」の3種類に分けられる。また、これとは別に、事件が複数の都道府県をまたぐ場合、指揮を一元化する「合同捜査本部」と一元化しない「共同捜査本部」という捜査範囲による分類がある。